# العنف على الأشخاص المثليين
يمكن تعرض الأشخاص المثليون، والمثليات، ومزدوجي التوجه الجنسي والمتحولين جنسيًا (مجتمع الميم) للعنف بدوافع من المواقف البغيضة[مبهم] نحو سلوكهم الجنسي وهويتهم الجنسية. قد يتم تنفيذ هذا العنف من قبل الدولة، كما هو الحال في القوانين التي تفرض العقاب البدني للممارسة الجنسية المثلية (انظر قوانين المثلية الجنسية)،أو عن طريق الأفراد الذين يمارسون الترهيب، المهاجمة، والاعتداء، أو الإعدام خارج نطاق القانون (انظر الاعتداء على المثليين، الاعتداء على المتحولين). العنف المستهدف للأشخاص بسبب توجهاتهم الجنسية يمكن أن يكون نفسي أو جسدي، ويمكن أن يمتد إلى القتل. قد تكون هذه التصرفات بدافع رهاب المثلية، رهاب المثليات، رهاب إزدواجية الميل، رهاب المتحولين، و يمكن أن تتأثر بواسطة الأعراف الثقافية والدينية
حاليا، الأفعال المثلية قانونية في كل الدول الغربية تقريبا، وفي العديد من هذه الدول يصنف العنف على الأشخاص المثليين كجريمة كراهية، مع هذا العنف الذي غالبا ما يرتبط بالميل مع الأيديولوجيات المحافظة أو الدينية التي تدين المثلية الجنسية، أو التي ترتكب من قبل الأفراد الذين يربطون المثلية الجنسية إلى كونها ضعف، سوء، أنثوية، أو غير أخلاقية. خارج الغرب، العديد من البلدان، ولا سيما تلك التي كان الدين السائد بها هو الإسلام، و لكن أيضا العديد من البلدان في دول الكومنولث (مثل أوغندا، نيجيريا، ماليزيا ، معظم أفريقيا (باستثناء جنوب أفريقيا) و بعض الدول الآسيوية (باستثناء اليابان وتايوان)، و بعض الدول الشيوعية السابقة في أوروبا الشرقية وآسيا الوسطى، مثل روسيا وصربيا، حاليا خطيرين جدا للأشخاص المثليين بسبب التمييز ضد المثليين جنسيا الذي يؤثر في كل التشريعات التمييزية والعنف الجسدي.
في أوروبا، الاتحاد الأوروبي للمساواة في العمل والتوجيه الاطاري و ميثاق الحقوق الأساسية تقدم بعض الحماية ضد التمييز على أساس الجنس.
كان الاضطهاد الذي تقره الدولة للمثليين جنسيًا يقتصر في الغالب على المثلية الجنسية بين الذكور التي كانت تدعى «اللواط» (السدومية أو إتيان الذكور)، وخلال فترة العصور الوسطى وأوائل العصر الحديث، كانت عقوبة اللواط هي الموت، وخلال الفترة الحديثة (من القرن التاسع عشر إلى منتصف القرن العشرين) كانت العقوبة في العالم الغربي غرامة أو سجن.
انخفض عدد الأماكن التي لا تزال فيها قوانين المثلية الجنسية غير قانونية، ففي عام 2009 حرّمت المثلية الجنسية 80 دولة من جميع أنحاء العالم (بما في ذلك بلدان الشرق الأوسط وآسيا الوسطى ومعظم أفريقيا، وأيضًا بعض دول الكاريبي وأوقيانوسيا)، وخمسة من هذه الدول تفرض عقوبة الإعدام على المثلية، أمّا في عام 2016 انخفض عدد الدول إلى 72 دولة لا تزال قوانينها تُجرِّم العلاقات الجنسية التي تتم بالتراضي بين البالغين من نفس الجنس.
أفادت تقارير بأنّ البرازيل تمتلك أعلى معدل جرائم قتل للأفراد المنتمين لمجتمع الميم (إل جي بي تي) في العالم، بحدوث أكثر من 380 جريمة قتل في عام 2017 وحده، وبزيادة قدرها 30 ٪ مقارنةً بعام 2016.

## العنف الذي تقره الدولة

### العصر الحديث
اعتبارًا من آب/أغسطس 2016، قامت 72 دولة بتجريم الممارسات الجنسية القائمة على التراضي بين البالغين من نفس الجنس، ويعاقب من يقوم بهذه الممارسات بالإعدام في ثمانية بلدان:
- بروناي.[7]
- إيران (إدانة رابعة).[7]
- موريتانيا.[7]
- قطر.[7]
- المملكة العربية السعودية: على الرغم من أنّ العقوبة القصوى على المثلية الجنسية هي الإعدام، إلا أنّ السلطات تميل إلى استخدام عقوبات أخرى (الغرامات، السجن، والجلد)، إلا في حال طعن المثليين في سلطة الدولة من خلال الانخراط في الحركات الاجتماعية لمجتمع الميم (إل جي بي تي).
- السودان.
- اليمن.
- أجزاء من نيجيريا والصومال.

تشمل البلدان التي تُجَرَّم فيها ممارسات المثلية الجنسية، ولكن لا تُعاقَب بالإعدام، ما يلي حسب المنطقة:
- أفريقيا

الجزائر، بوتسوانا، بوروندي، الكاميرون، جزر القمر، مصر، إريتريا، إثيوبيا، غامبيا، غانا، غينيا، كينيا، ليبيريا، ليبيا، ملاوي، المغرب، ناميبيا، نيجيريا (عقوبة الإعدام في بعض الولايات)، السنغال، سيراليون، الصومال ( عقوبة الإعدام في بعض الولايات)، جنوب السودان، إسواتيني، تنزانيا، توغو، تونس، أوغندا، زامبيا، وزيمبابوي.
- آسيا

أفغانستان، بنغلاديش، بوتان، بورما، الكويت، ماليزيا، آتشيه، المالديف، عمان، باكستان، سنغافورة، سريلانكا، سوريا، تركمانستان، الإمارات العربية المتحدة، أوزبكستان، قطاع غزة تحت السلطة الفلسطينية.
- أمريكا

أنتيغوا وباربودا، بربادوس، دومينيكا، غرينادا، غيانا، جامايكا، سانت كيتس ونيفيس، سانت لوسيا، سانت فنسنت، وجزر غرينادين.
- جزر المحيط الهادئ

كيريباتي، بابوا غينيا الجديدة، ساموا، جزر سليمان، تونغا، توفالو، جزر كوك.
أُسقِطَت عقوبة الإعدام في أفغانستان في عام 2001 بعد سقوط نظام طالبان الذي أمر بها منذ عام 1996، ولكن لا تزال مثل هذه الأفعال معاقبة الغرامات والسجن.
```
كانت الهند تُجَرِّم المثلية الجنسية، واستمر ذلك حتى 2 يونيو 2009، عندما أعلنت المحكمة العليا في دلهي أنّ القسم 377 من قانون العقوبات الهندي غير صالح.
```

تفرض جامايكا واحدة من أقسى القوانين المعاقبة للواط في العالم، حيث تُجَرَّم الممارسات المثلية بعقوبة السجن لمدة 10 سنوات.
تدين المنظمات الدولية لحقوق الإنسان -مثل هيومن رايتس ووتش، ومنظمة العفو الدولية- القوانين التي تجعل من العلاقات الجنسية المثلية بين البالغين الراشدين جريمة، ومنذ عام 1994، حكمت لجنة الأمم المتحدة لحقوق الإنسان بأنّ مثل هذه القوانين تنتهك الحق في الخصوصية المضمون في الإعلان العالمي لحقوق الإنسان والعهد الدولي الخاص بالحقوق المدنية والسياسية.

## مستوى التجريم
اعتبارًا من يناير 2019، تعتبر المثلية الجنسية غير قانونية في 68 أو 69 دولة (إذا ضُمِّنَت فلسطين، فالمثلية غير قانونية في غزة ولكنها قانونية في الضفة الغربية)، وفي اثنين من الأراضي المتنازع عليها (الجمهورية العربية الصحراوية الديمقراطية وأرض الصومال)، وفي منطقة من جزر كوك، ليصبح المجموع 71 أو 72.
لا تُفرَض عقوبة فعلية في جميع البلدان والأقاليم -التي تعتبر المثلية الجنسية غير قانونية- في الأمريكيتين وأوقيانوسيا، وفي بعض الحالات يوجد اقتراح للتشريع أو أنه لا يزال معلق، ونفس الموقف يكرر نفسه في عدد قليل من البلدان في آسيا وأفريقيا:
- عقوبة غير مُنَفَّذة (30 دولة ومنطقة واحدة):
  - أفريقيا (10 بلدان):
    - الجزائر.
    - بوتسوانا.
    - بوروندي.
    - جزر القمر.
    - إريتريا.
    - غانا.
    - موريشيوس.
    - ناميبيا.
    - سيرا ليون.
    - توغو.

  - الأمريكيتان (جميع الدول التسعة):
    - أنتيغوا وباربودا.
    - بربادوس.
    - دومينيكا.
    - غرينادا.
    - غيانا.
    - جامايكا.
    - سانت كيتس ونيفيس.
    - سانت لوسيا.
    - سانت فنسنت وجزر غرينادين.

  - آسيا (5 دول):
    - بوتان.
    - لبنان.
    - ميانمار.
    - باكستان.
    - سنغافورة.

  - أوقيانوسيا (جميع البلدان الستة ومنطقة واحدة):
    - جزر كوك (جزء من مملكة نيوزيلندا)
    - كيريباتي.
    - بابوا غينيا الجديدة.
    - ساموا.
    - جزر سليمان.
    - تونغا.
    - توفالو.
- السجن (28 دولة ومنطقتين متنازع عليهما):
  - أفريقيا (17 دولة ومقعدين متنازع عليهما):
    - الكاميرون.
    - تشاد.
    - مصر.
    - أثيوبيا.
    - غينيا.
    - كينيا.
    - ليبيريا.
    - ليبيا.
    - مالاوي.
    - المغرب (بما في ذلك المقاطعات الجنوبية).
    - نيجيريا.
    - الجمهورية العربية الصحراوية الديمقراطية (الأراضي المتنازع عليها باستثناء المقاطعات الجنوبية).
    - السنغال.
    - الصومال.
    - أرض الصومال (الأراضي المتنازع عليها).
    - جنوب السودان.
    - إسواتيني.
    - تونس.
    - زيمبابوي.

  - آسيا (11 بلد):
    - أفغانستان.
    - بروناي.
    - الكويت.
    - ماليزيا.
    - جزر المالديف.
    - سلطنة عمان.
    - قطر.
    - سوريا.
    - تركمانستان.
    - الإمارات العربية المتحدة.
    - أوزبكستان.
- حتى السجن مدى الحياة (5 دول):
  - أفريقيا (4 دول):
    - غامبيا.
    - تنزانيا.
    - أوغندا.
    - زامبيا.

  - آسيا (بلد واحد):
    - بنغلاديش
- عقوبة الإعدام (5 دول):
  - أفريقيا (دولتان):
    - موريتانيا.
    - سودان.

  - آسيا (3 دول):
    - إيران.
    - المملكة العربية السعودية.
    - اليمن.

## الدول المُشَرِّعة
تعتبر المثلية الجنسية اعتبارًا من يناير 2019 قانونية في 136 دولة من أصل 193 دولة (في الأمم المتحدة)، وفي 7 من 9 مناطق متنازع عليها (باستثناء الجمهورية العربية الصحراوية الديمقراطية، وأرض الصومال)، وفي 50 من 51 إقليم (باستثناء جزر كوك) بما مجموعه 193.

## الاعتداء الإجرامي
يوجد تقارير حول استهداف الأشخاص المثليين بالتنمر (المضايقة)، الاعتداء الجسدي، أو القتل، وذلك حتى في البلدان التي تكون فيها المثلية قانونية.
بحسب أقدم منظمة غير حكومية في البرازيل لمثليي الجنس "Grupo Gay da Bahia"، فإنّ معدل جرائم قتل المثليين جنسيًا في البرازيل مرتفع بشكل خاص، حيث سُجِّلَت 3196 حالة خلال فترة الثلاثين سنة من عام 1980 إلى عام 2009 (حوالي 0.7 حالة لكل 100000 من السكان سنويًا)، كما أفاد مكتب التحقيقات الفيدرالي عن حدوث خمس جرائم قتل في الولايات المتحدة خلال 2008، أي ما يعادل 0.03٪ من جرائم القتل العمد (معدل جرائم القتل 5.4 لكل 100000 من السكان في عام 2008).
تُصَنَّف أعمال العنف على المثليين على أنها قانونيًا جرائم كراهية، وذلك في أجزاء كثيرة من العالم، بما في ذلك الكثير من الاتحاد الأوروبي والولايات المتحدة، وهذا يلحقه عقوباتٍ أقسىً في حالة إدانتها، وفي بعض البلدان يمتد هذا الشكل من التشريعات إلى الإساءة اللفظية وكذلك العنف الجسدي.
وجدت بيانات الشرطة في كندا لعام 2008، أنّ ما يقرب 10٪ من جميع جرائم الكراهية في البلاد كانت على أساس التوجهات الجنسية، و56٪ منهم كان ذو طبيعة عنيفة، بينما كان 38٪ من جميع الجرائم ذات الدوافع العنصرية ذو طابع عنيف.
ارتكبت في نفس العام في الولايات المتحدة 4704 جريمة بسبب الانحياز العرقي، و 1617 بسبب التوجهات الجنسية، ومنها لم تُرتَكَب سوى جريمة قتل واحدة، واغتصاب قسري واحد بسبب الانحياز العرقي، بينما ارتكبت خمس جرائم قتل وست حالات اغتصاب على أساس التوجه الجنسي.
في إيرلندا الشمالية في عام 2008، تم الإبلاغ عن 160 حالة من رهاب المثلية و 7 حوادث من رهاب المتحولين جنسيًا، منها 68.4٪ ذو طابع عنيف؛ ذلك أعلى بكثير من فئات جرائم الانحياز الأخرى، فقد كان نحو 37.4٪ من الجرائم ذات الدوافع العنصرية ذو طابع عنيف.

## الدوافع

### ثقافة الرجولية والهوموفوبيا الاجتماعية
إنّ الغالبية العظمى من الاعتداءات الإجرامية ضد المثليين يرتكبها معتدون ذكور على ضحايا ذكور، ويرتبط ذلك بالرجولية الهجومية المغايرة جنسيًا أو الشوفينية الذكورية، ويقترح المنظرين بما فيهم كالفن توماس وجوديث بتلر، أنّ أساس رهاب المثلية قد يكون بسبب خوف الفرد من أن يُشار إليه كمثلي، ويرتبط رهاب المثلية لدى الرجال بانعدام الأمن حول الذكورة، ولهذا السبب يقال أنّ رهاب المثلية منتشر في الألعاب الرياضية الي تعتبر «ذكرية» على نحو نمطي، مثل كرة القدم والرجبي، وكذلك هو منتشر في الثقافة الفرعية لأنصارها.
وقد جادل هؤلاء المنظرون بأنّ الشخص الذي يعبر عن رهاب المثلية لا يفعل ذلك فقط لإيصال معتقداته عن فئة الأشخاص المثليين، بل أيضًا للابتعاد عنها وعن حالتها الاجتماعية، وهكذا يعيدون التأكيد على دورهم كمغايرين في ثقافة معيارية المغايرة، وبالتالي يحاولون منع أنفسهم من أن يُصنَّفوا ويُعامَلوا كمثليين.
تفسر العديد من نظريات التحليل النفسي رهاب المثلية كتهديد للاندفاع المثلي للفرد، سواء كان ذلك الاندفاع وشيك الوقوع أو افتراضي، وهذا التهديد يسبب كبت أو إنكار أو تكوين عكسي.